# 2015 사이
《2015 사이》는 네이버 웹툰에서 연재했었던 완결 릴레이 웹툰이다.

## 작가
- 《프리드로우》 - 전선욱 작가
- 《연애혁명》 - 232 작가
- 《우바우》 - 잇선 작가
- 《아이들은 즐겁다》, 《여중생 A》 - 허5파6 작가
- 《연애세포》, 《투엔티스》 - 김명현 작가
- 《심장이 뛰다》, 《저승에서 만난 사람들》 - 백희정 작가
- 《달콤한 인생》, 《유미의 세포들》 - 이동건 작가
- 《여탕보고서》 - 마일로 작가
- 《연애의 정령》 - 김호드 작가
- 《달수 이야기》 - 산삼 작가
- 《윈터우즈》 - cosmos/반지 작가
- 《길에서 만나다》, 《진눈깨비 소년》 - 쥬드 프라이데이 작가
- 《골방환상곡》, 《찌질의 역사》 - 심윤수 작가
- 《낢이 사는 이야기》 - 서나래 작가
- 《오렌지 마말레이드》 - 석우 작가
- 《플라스틱걸》, 《우리 헤어졌어요》 - 류채린 작가
- 《공복의 저녁식사》 - 김계란 작가
- 《철벽! 연애 시뮬레이션》 - 혜니 작가
- 《패션왕》, 《복학왕》 - 기안84 작가
- 《외모지상주의》 - 박태준 작가
- 《소녀의 세계》 - 모랑지 작가